# 截胸弓背蚁
截胸弓背蚁（学名：Camponotus mutilarius）又称香斑弓背蚁，是弓背蚁属的一种。

## 描述
体型：蚁后为 15-16mm；工蚁为 6.5-12mm。 外形上，截胸弓背蚁与沃斯曼弓背蚁十分相似。表面附有茂密的毛发，主色为黑色，胸部后半部分及腹部上半部分有暗红斑。结节呈珠状。
该物种的独特之处在于其蚁酸，不同于其他弓背蚁的刺鼻味蚁酸，截胸弓背蚁的蚁酸是香气的。

## 分类
截胸弓背蚁早期被定为沃斯曼弓背蚁的亚种（学名：Camponotus wasmanni subsp. mutilarius，沃斯曼弓背蚁截胸亚种），但后来被提升至物种等级。
《中国蚂蚁》曾将截胸弓背蚁纳入了多刺蚁属，由于当时只采集到了截胸弓背蚁的小型工蚁，又因为截胸弓背蚁的小型工蚁形似多刺蚁，因此纳入了错误的分类群。
1. ↑  . Antwiki.   [2024-07-07]. （原始内容存档于2024-07-07） （英语）.
2. ↑  . Antwiki.   [2024-07-07]. （原始内容存档于2024-07-07） （英语）.
3. ↑  . baike.baidu.com.   [2024-07-07]. （原始内容存档于2024-07-07）.
4. 1 2 3  . www.ants-china.com.   [2024-07-07]. （原始内容存档于2024-07-07）.